# VfL Brohl
Der Verein für Leibesübungen 1892 Brohl am Rhein e.V. ist ein deutscher Sportverein mit Sitz in der rheinland-pfälzischen Ortsgemeinde Brohl-Lützing im Landkreis Ahrweiler.

## Geschichte

### Fußball
Der Verein wurde im Jahr 1892 gegründet. Die Fußballabteilung besteht seit 1919. Zur Saison 1953/54 stieg die Mannschaft in die damals drittklassige 1. Amateurliga Rheinland auf. Mit nur 19:37 Punkten stieg die Mannschaft als Tabellenletzter aber sofort wieder ab.
In der Saison 2003/04 spielte der Verein als SG Brohl in der Kreisliga B – Kreis Rhein/Ahr und belegte am Ende der Spielzeit mit 27 Punkten den elften Platz. Nach der Saison 2005/06 stieg die Mannschaft dann allerdings als letzter der Tabelle mit nur fünf Punkten ab. Die erste Saison in der Kreisliga C endete dann wieder einmal mit 27 Punkten auf dem elften Platz. Seit der Saison 2016/17 spielt der Verein zusammen mit dem FC Rhenania Gönnerdorf als SG Gönnersdorf-Brohl in einer Spielgemeinschaft. In der ersten Saison als neue SG spielte die Mannschaft in der Bezirksliga und belegte dort mit 37 Punkten den elften Platz. Seit der Saison 2019/20 befindet sich die Gemeinschaft in der Kreisliga B.